# Жана-Ульга
Жана́-Ульга́ (каз. Жаңаүлгі) — село у складі Катон-Карагайського району Східноказахстанської області Казахстану. Входить до складу Катон-Карагайського сільського округу.
Населення — 315 осіб (2021; 444 у 2009, 594 у 1999, 620 у 1989).
Національний склад станом на 1989 рік:
- казахи — 100 %

Станом на 1989 рік село називалось Жанаульго, у радянські часи село мало також назву Жанаульга.